# 영친왕궁 언 장비 등 비각
영친왕궁 언 장비 등 비각은 대한민국 전라남도 무안군 일로읍 죽산리에 있다. 2020년 12월 21일 무안군의 향토문화유산 제22호로 지정되었다.

## 지정 사유
영친왕궁 언 장비 등 비각은 일로읍 죽산리 당월촌 마을회관 옆에 위치한 비각으로 영친왕 궁 언 장비(1903년), 경선궁 혁폐 선정 불망비(1907년), 군수 조진규 내언 비(1904년)으로 구성되어 있다. 초기에는 장항포 수문이 있는 민가 옆에 설치되었다가, 농로를 개설하는 과정에서 현재의 위치로 이전하였고, 이후 2013년 주민들이 성금을 모우고, 무안군의 지원을 받아 비각을 세우고 주변 정비를 실시하였다.
영친왕궁 언 장비는 장항포 둑을 축조하여 간척지를 조성하고, 이를 궁장토로 만든 기념으로 광무7년(1903)에 설치한 비석이다.
경선궁 혁폐 선정 불망비는 경선궁의 어진 정치를 베푼 점에 대해 마을 주민들이 후세 사람들에게 알리기 위해 1907년 설립한 비석이다.
군수 조진규 내언 비는 1902년부터 1906년 7월까지 무안군수를 역임한 조진규의 선정에 감사하는 마음을 표시하기 위해 마을 주민들이 세운 비석이다.